# Lehôtka
Lehôtka este o comună slovacă, aflată în districtul Lučenec din regiunea Banská Bystrica. Localitatea se află la altitudinea de 248 m deasupra n.m., se întinde pe o suprafață de 8,27 km2 și în 2017 număra 350 de locuitori.

## Istoric
Localitatea Lehôtka este atestată documentar din 1385.

## Demografie
| An:                | 1994 | 2004   | 2014    | 2024   |
| ------------------ | ---- | ------ | ------- | ------ |
| Număr de persoane: | 302  | 314    | 350     | 359    |
| Diferență:         |      | +3,97% | +11,46% | +2,57% |

| An:                | 2023 | 2024   |
| ------------------ | ---- | ------ |
| Număr de persoane: | 365  | 359    |
| Diferență:         |      | −1,64% |